# William Gibbs McAdoo

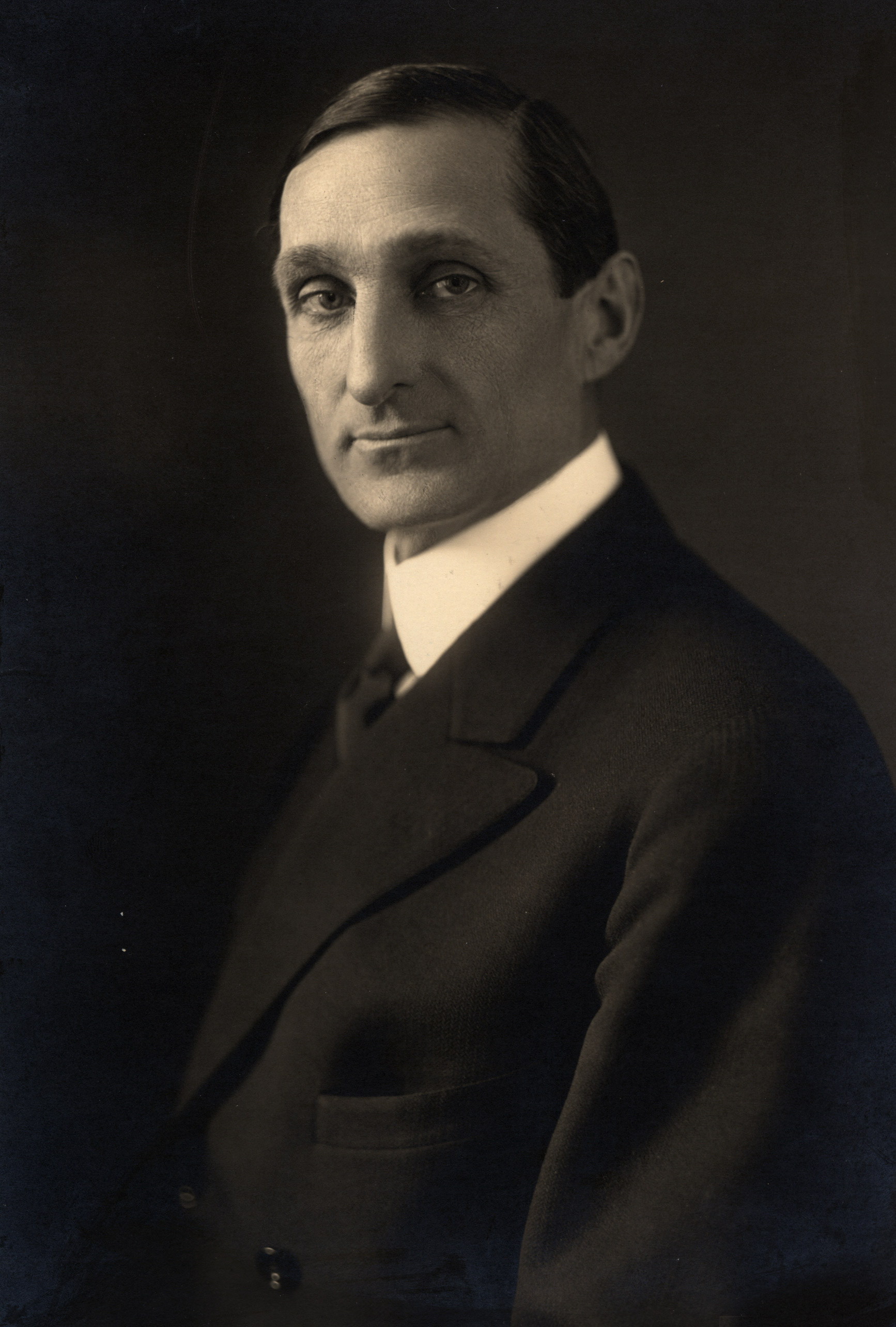
W.G. McAdoo (1914)

William Gibbs McAdoo (* 31. Oktober 1863 in Marietta, Georgia; † 1. Februar 1941 in Washington, D.C.) war ein US-amerikanischer demokratischer Politiker, Senator und Finanzminister.

## Studium und berufliche Laufbahn
Der Sohn eines Rechtsanwalts und Professors an der University of Tennessee absolvierte ebenfalls ein Studium der Rechtswissenschaften an der University of Tennessee. Nach dem Abschluss des Studiums wurde er 1882 Stellvertretender Bürovorsteher des Bezirksgerichtes von Ost-Tennessee. 1885 wurde er als Rechtsanwalt zugelassen und eröffnete eine Kanzlei in Chattanooga (Tennessee).
1892 gründete er in New York City mit Francis Rawley Pemberton, dem Sohn des Erfinders von Coca-Cola John Pemberton einen Wertpapierhandel. Später war er Präsident der Hudson and Manhattan Railroad Company, die die erste Untertunnelung des Hudson River plante.

## Politische Laufbahn

### Finanzminister unter Wilson und Erster Weltkrieg

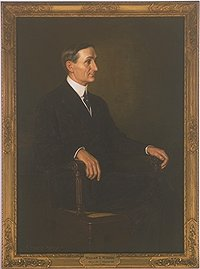
Porträt von W.G. McAdoo im Finanzministerium

Er begann seine politische Laufbahn 1912 als Stellvertreter Vorsitzender des Democratic National Committee. Als solcher war er einer der maßgeblichen Manager der Wahlkampagne von Woodrow Wilson.
Nach der Wahl von Wilson zum US-Präsidenten berief ihn dieser am 6. März 1913 zu seinem Finanzminister. Am 7. Mai 1914 heiratete er Wilsons Tochter Eleanor Randolph Wilson, so dass der Präsident zugleich sein Schwiegervater wurde. Nach der Heirat bot er dem Präsidenten seinen Rücktritt an, den der Präsident jedoch ablehnte, damit McAdoo die von ihm mit initiierte Gründung des Federal Reserve System als Zentralbank vollenden konnte.
Zu Beginn des Ersten Weltkrieges sah er sich im Juli 1914 einer großen Finanzkrise ausgesetzt, nachdem britische und französische Investoren ihre Wertpapiere verkauften und das deportierte Gold nach Europa transferierten. McAdoo deckte den US-Dollar weiterhin durch den so genannten Goldstandard durch die Schließung der New Yorker Börse für noch nie dagewesene vier Monate. Durch diese Maßnahmen gelang der USA der Aufstieg zur finanziellen Weltmacht.
Nach dem Eintritt der USA in den Ersten Weltkrieg im April 1917 wurde er zusätzlich Generaldirektor der United States Railroad Administration (USRA), deren Hauptaufgabe die ein effizienter Eisenbahnbetrieb in den Vereinigten Staaten während des Krieges war. Dieses Amt übte er bis zum Kriegsende im November 1918 aus.
Am 15. Dezember 1918 trat er auch als Finanzminister zurück und wurde in dieser Funktion durch Carter Glass abgelöst.

### Erfolglose Präsidentschaftsbewerbungen und Senator
Nach seinem Rücktritt war er wiederum als Rechtsanwalt tätig und unter anderem 1919 juristischer Chefberater der Gründer der United Artists, Charles Chaplin, Douglas Fairbanks sen., Mary Pickford und D. W. Griffith.
1920 und 1924 scheiterte er bei seinen Bemühungen als Präsidentschaftskandidat der Demokratischen Partei nominiert zu werden. 1920 unterlag er zunächst gegen den Gouverneur von Ohio James Cox und vier Jahre später gegen den früheren Botschafter in Großbritannien, John W. Davis.
Zwischen März 1933 und November 1938 wurde er als Vertreter von Kalifornien zum Senator in den US-Kongress gewählt. Als solcher war Vorsitzender des Patentausschusses.
Anschließend war er als Vorstandsvorsitzender einer Dampfschifflinie tätig.

## Veröffentlichungen
- McAdoo, William G.: "The Challenge". New York: Century Co., 1928.
- McAdoo, William G.: "Crowded Years: The Reminiscences of William G. McAdoo". Houghton Mifflin Company, 1931